# Кудин, Алексей Александрович
Алексей Александрович Кудин (род. 20 декабря 1984 года, Молодечно, Белорусская ССР, СССР) — белорусский спортсмен, выступающий в тайском боксе, кикбоксинге и смешанных боевых единоборствах в супертяжёлом весе. Заслуженный мастер спорта Республики Беларусь (2012). Чемпион мира по тайскому боксу среди любителей (2006, 2007, 2008, 2011, 2014 годы), чемпион мира по кикбоксингу среди любителей (2007, 2009 годы), чемпион мира по кикбоксингу среди профессионалов (2007 год, версия WBKF).

## Биография
Алексей Кудин родился 20 декабря в 1984 году, в городе Молодечно. Окончил школу № 2 в Молодечно в 2001 году.
С детства начал заниматься кикбоксингом и тайским боксом.
В 2006 году взял золото на чемпионате мира по тайскому боксу в весовой категории свыше 91 килограмма. 2007 год стал для Алексея «золотым». В этом году он взял два золота, по кикбоксингу и тайскому боксу. В следующие несколько лет Алексей также брал медали на чемпионатах мира.
Дебютный бой в смешанных единоборствах Алексей провёл в 2002 году. Тогда он победил Дмитрия Сурнева техническим нокаутом. 10 декабря 2011 года Алексей Кудин стал победителем гран-при ProFC в весовой категории свыше 93 кг.

## Титулы и достижения

### Любительские
Кикбоксинг
- 2013 — Чемпионат мира WAKO  +91 кг
- 2009 — Чемпионат мира WAKO  +91 кг
- 2007 — Чемпионат мира WAKO  +91 кг

Тайский бокс
- 2014 — Чемпионат мира IFMA  +91 кг
- 2011 — Чемпионат мира IFMA  +91 кг
- 2010 — Чемпионат мира IFMA  +91 кг
- 2008 — Чемпионат мира IFMA  +91 кг
- 2007 — Чемпионат мира IFMA  +91 кг
- 2006 — Чемпионат мира IFMA  +91 кг
- 2006 — Чемпионат мира WMF  +91 кг

### Профессиональные
Кикбоксинг
- 2007 — чемпион мира по кикбоксингу по версии WBKF (+93 кг)

Смешанные единоборства
- 2011 — победитель гран-при ProFC (+93 кг)
- 2012 — победитель открытого чемпионата России по ММА (+93 кг) (версия М-1)

## Общественная позиция
10 августа 2020 года Алексей Кудин был задержан после акции протеста в городе Молодечно, в которой он принял участие. В ходе задержания в бойца стреляли. Уголовное дело в отношении спортсмена было возбуждено по ст. 363 УК (Сопротивление сотруднику органов внутренних дел или иному лицу, охраняющим общественный порядок). Кудина обвинили в том, что он нанёс удары военнослужащему внутренних войск, а также сотруднику УВД Миноблисполкома, у которых впоследствии были обнаружены повреждения.
Две недели боец провел в Молодечненском РОВД и СИЗО Жодино. Отпустили спортсмена 21 августа, возбудив в его отношении уголовное дело и избрав меру пресечения в виде домашнего ареста с подпиской о невыезде, которую Алексей нарушил в ноябре 2020 года, не явившись на судебное заседание. После этого судья изменила меру пресечения на заключение под стражу, и Кудина официально объявили в розыск.
21 января 2021 года стало известно о задержании Алексея в Москве по запросу белорусских властей. С тех пор он находился под арестом в России, где написал заявление с просьбой предоставить политическое убежище. В одном из своих писем из Москвы Алексей Кудин писал: «Выйду с новыми силами и желанием прославлять свою Родину на спортивной арене, но уже под другим цветом флага и герба».
25 июня 2021 года Московский областной суд отказал в жалобе защитников на решение об экстрадиции бойца в Беларусь. Суд постановил, что ему не угрожают пытки по возвращении, а уголовное преследование не является политически мотивированным.
Европейский суд по правам человека (ЕСПЧ) 21 июля запретил России экстрадицию белорусского спортсмена. Однако в этот же день, по окончании срока содержания под стражей в московском СИЗО, его вывезли в Минск.
11 августа 2021 года суд Молодечненского района Белоруссии признал Алексея Кудина виновным по ч. 2 ст. 363 УК РБ (Сопротивление сотруднику органов внутренних дел либо иному лицу, которое охраняет общественный порядок, сопряженное с применением насилия или с угрозой его применения) и назначил ему два с половиной года колонии общего режима.
12 августа Правозащитный Центр «Вясна» признала Алексея Кудина политическим заключённым.
В ноябре Алексей обжаловал свой приговор, однако Минский областной суд после рассмотрения апелляции спортсмена оставил вынесенное решение в силе.
28 декабря 2022 года, отбыв свой срок, спортсмен вышел на свободу.

## Статистика в профессиональном ММА
| Боёв 40         | Побед 26 | Поражений 12 |
| --------------- | -------- | ------------ |
| Нокаутом        | 20       | 2            |
| Сдачей          | 1        | 3            |
| Решением        | 5        | 6            |
| Другие          | 0        | 1            |
| Ничьи           | 1        | 1            |
| Не состоявшихся | 1        | 1            |

| Результат    | Рекорд      | Соперник            | Способ                                          | Турнир                                        | Дата             | Раунд | Время | Место                   | Примечание |
| ------------ | ----------- | ------------------- | ----------------------------------------------- | --------------------------------------------- | ---------------- | ----- | ----- | ----------------------- | ---------- |
| Победа       | 26-12-1 (1) | Евгений Бова        | Техническим нокаутом                            | NFG 13 Tempest from the East                  | 27 сентября 2019 | 1     | 2:35  | Минск, Белоруссия       |            |
| Победа       | 25-12-1 (1) | Дмитрий Исаченко    | Сабмишном (удушение сзади)                      | EEF Roscongress Vladivostok Combat Night      | 5 сентября 2019  | 1     | 4:51  | Владивосток, Россия     |            |
| Поражение    | 24-12-1 (1) | Анатолий Малыхин    | Техническим нокаутом (удары)                    | FNG 93 Fight Nights Global 93                 | 25 апреля 2019   | 2     | 3:32  | Москва, Россия          |            |
| Не состоялся | 24-11-1 (1) | Шабан Ка            | Без результата (запрещенный удар)               | 100% Fight 38 Romming vs. Paraisy             | 9 марта 2019     | 1     | 0:00  | Париж, Франция          |            |
| Победа       | 24-11-1     | Коди Ист            | Техническим нокаутом (отказ от продолжения боя) | Fight Nights Global Summer Cup 2018           | 30 июня 2018     | 5     | N/A   | Бочжоу, Китай           |            |
| Поражение    | 23-11-1     | Виктор Пешта        | Сабмишном (удушение сзади)                      | FNG Fight Nights Global 79                    | 19 ноября 2017   | 1     | 4:52  | Пенза, Россия           |            |
| Победа       | 23-10-1     | Чарльз Андраде      | Решением (единогласным)                         | Academy MMA Minsk Academy MMA Cup 2017        | 20 октября 2017  | 3     | 5:00  | Минск, Белоруссия       |            |
| Победа       | 22-10-1     | Деррик Мехмен       | Решением (раздельным)                           | FNG Fight Nights Global 64                    | 28 апреля 2017   | 3     | 5:00  | Москва, Россия          |            |
| Поражение    | 21-10-1     | Сергей Павлович     | Решением (единогласным)                         | EFN Fight Nights Global 54                    | 16 ноября 2016   | 3     | 5:00  | Ростов-на-Дону, Россия  |            |
| Ничья        | 21-9-1      | Михаил Мохнаткин    | Ничья                                           | Fight Nights Global 46 - Mokhnatkin vs. Kudin | 29 апреля 2016   | 3     | 5:00  | Москва, Россия          |            |
| Победа       | 21-9        | Евгений Болдарев    | Техническим нокаутом (удары)                    | MFC - Mix Fight Combat                        | 25 декабря 2015  | 1     | 4:51  | Химки, Россия           |            |
| Поражение    | 20-9        | Джереми Мей         | Сабмишном (рычаг локтя)                         | M-1 Global - Way to M-1 China                 | 25 июля 2015     | 1     | N/A   | Чэнду, Китай            |            |
| Победа       | 20-8        | Магомедбаг Агаев    | Техническим нокаутом (удары ногами)             | M-1 Challenge 58 Battle in the Mountains 4    | 6 июня 2015      | 2     | 1:40  | Магас, Россия           |            |
| Поражение    | 19-8        | Александр Волков    | Решением (единогласным)                         | UMMAP - Union MMA Pro                         | 21 февраля 2015  | 3     | 5:00  | Краснодар, Россия       |            |
| Победа       | 19-7        | Трэвис Фултон       | Техническим нокаутом (удары)                    | Russian MMA Union - New Horizons Grand Final  | 22 ноября 2014   | 1     | 1:34  | Гродно, Белоруссия      |            |
| Победа       | 18-7        | Андреас Краниотакес | Техническим нокаутом (удары)                    | ProFC 55 - Kraniotakes vs. Kudin              | 19 октября 2014  | 1     | 4:23  | Краснодар, Россия       |            |
| Поражение    | 17-7        | Сергей Харитонов    | Техническим нокаутом (удары)                    | M-1 Global - M-1 Challenge 43                 | 16 ноября 2013   | 2     | 4:56  | Сургут, Россия          |            |
| Победа       | 17-6        | Владимир Мищенко    | Техническим нокаутом (отказ от продолжения боя) | OC - Oplot Challenge 67                       | 20 июня 2013     | 1     | 5:00  | Харьков, Украина        |            |
| Победа       | 16-6        | Владимир Непочатов  | Нокаутом (удар)                                 | NC - Neman Challenge                          | 1 июня 2013      | 1     | 0:23  | Гродно, Белоруссия      |            |
| Победа       | 15-6        | Дритан Баржамай     | Нокаутом (удар)                                 | M-1 Global - M-1 Challenge 39                 | 23 мая 2013      | 1     | 1:17  | Москва, Россия          |            |
| Поражение    | 14-6        | Шабан Ка            | Сабмишном (удушение сзади)                      | M-1 Challenge 38 - Spring Battle              | 9 апреля 2013    | 1     | 4:06  | Санкт-Петербург, Россия |            |
| Поражение    | 14-5        | Майк Вессель        | Решением (единогласным)                         | BFC - Bellator Fighting Championships 83      | 7 декабря 2012   | 3     | 5:00  | Атлантик-Сити, США      |            |
| Победа       | 14-4        | Константин Глухов   | Решением (единогласным)                         | RMMAC - Russian MMA Championship              | 1 июня 2012      | 2     | 5:00  | Санкт-Петербург, Россия |            |
| Победа       | 13-4        | Олег Тининс         | Техническим нокаутом (удары)                    | RMMAC - Russian MMA Championship              | 1 июня 2012      | 1     | 0:00  | Санкт-Петербург, Россия |            |
| Победа       | 12-4        | Тадас Римкявичус    | Техническим нокаутом (остановка доктором)       | RMMAC - Russian MMA Championship              | 1 июня 2012      | 1     | 0:00  | Санкт-Петербург, Россия |            |
| Победа       | 11-4        | Евгений Денщиков    | Нокаутом (удар)                                 | V - Vosmiugolnik                              | 31 марта 2012    | 1     | 0:00  | Минск, Белоруссия       |            |
| Победа       | 10-4        | Владимир Кученко    | Техническим нокаутом (удары ногами)             | Lion's Fights 1 - The Beginning               | 3 марта 2012     | 1     | 2:32  | Санкт-Петербург, Россия |            |
| Победа       | 9-4         | Константин Глухов   | Решением (единогласным)                         | WUFC - Challenge of Champions                 | 24 декабря 2011  | 2     | 5:00  | Махачкала, Россия       |            |
| Поражение    | 8-4         | Магомед Абдурахимов | Решением (раздельным)                           | WUFC - Challenge of Champions                 | 24 декабря 2011  | 3     | 5:00  | Махачкала, Россия       |            |
| Победа       | 8-3         | Казбек Саидалиев    | Нокаутом (удар)                                 | ProFC - Grand Prix Global Finals              | 10 декабря 2011  | 1     | 2:22  | Ростов-на-Дону, Россия  |            |
| Победа       | 7-3         | Дмитрий Побережец   | Техническим нокаутом (удары)                    | ProFC - Grand Prix Global Finals              | 10 декабря 2011  | 3     | 3:39  | Ростов-на-Дону, Россия  |            |
| Победа       | 6-3         | Семен Борщ          | Техническим нокаутом (удары)                    | ProFC Grand Prix Global - East Europe         | 26 августа 2011  | 1     | 0:48  | Кишинёв, Молдавия       |            |
| Победа       | 5-3         | Войцех Булинский    | Нокаутом (удар)                                 | ProFC Grand Prix Global - East Europe         | 26 августа 2011  | 1     | 0:07  | Кишинёв, Молдавия       |            |
| Победа       | 4-3         | Дмитрий Побережец   | Решением (единогласным)                         | ProFC - Union Nation Cup Final                | 2 июля 2011      | 2     | 5:00  | Ростов-на-Дону, Россия  |            |
| Победа       | 3-3         | Виталий Оперит      | Техническим нокаутом (удары)                    | RF - Real Fight-FC                            | 25 марта 2011    | 1     | 2:00  | Минск, Белоруссия       |            |
| Победа       | 2-3         | Денис Иванец        | Сабмишном (удары)                               | M-1 Challenge - Belarus                       | 20 марта 2010    | 1     | 1:58  | Брест, Белоруссия       |            |
| Поражение    | 1-3         | Видмантас Татарунас | Решением                                        | Shooto Lithuania - King of Bushido Stage 2    | 13 декабря 2003  | 2     | 5:00  | Каунас, Литва           |            |
| Поражение    | 1-2         | Николай Оникиенко   | Решением (единогласным)                         | WAFC - CIS Cup 2003                           | 21 декабря 2002  | 0     | 0:00  | Ярославль, Россия       |            |
| Поражение    | 1-1         | Тельман Пираев      | Неопределен                                     | IAFC - Vasily Kudin Memorial 2002             | 4 мая 2002       | 0     | 0:00  | Стаханов, Украина       |            |
| Победа       | 1-0         | Дмитрий Сурнев      | Техническим нокаутом (рассечение)               | IAFC - Vasily Kudin Memorial 2002             | 4 мая 2002       | 0     | 0:00  | Стаханов, Украина       |            |